# Sommer-Steinpilz
Der Sommer- oder Eichen-Steinpilz (Boletus reticulatus, syn. Boletus aestivalis) ist eine Pilzart aus der Familie der Dickröhrlingsverwandten. Er zählt zu den Speisepilzen und kann bereits ab Mai gefunden werden.

## Merkmale

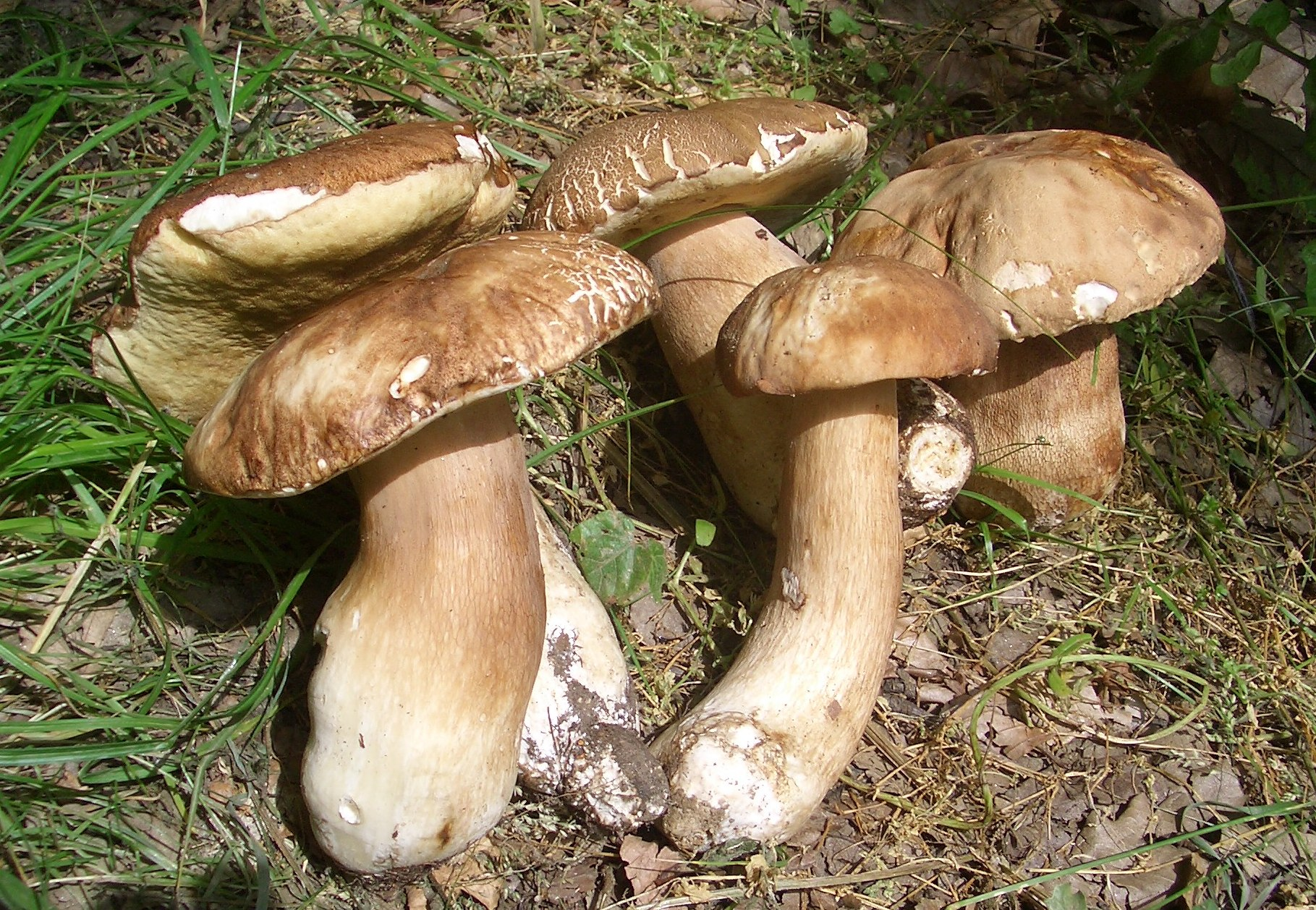
Größere Fruchtkörper des Sommer-Steinpilzes besitzen häufig eine rissige Huthaut.

Der Sommer-Steinpilz bildet relativ große, in Hut und Stiel gegliederte Fruchtkörper mit halbkugeligen bis polsterförmigen, 6 bis 20 Zentimeter, in Ausnahmefällen bis 25 Zentimeter breiten Hüten und 6 bis 18 Zentimeter langen und 2 bis 6 Zentimeter dicken, bauchigen, keuligen- oder walzenförmigen Stielen. Die Hutoberfläche ist fein filzig-faserig, die Farbe variiert in verschiedenen hellen Brauntönen, die Fasern am Rand sind häufig etwas dunkler gefärbt. Bei Trockenheit reißt der Hut häufig felderartig auf.
Der Stiel ist hell hasel- oder lederbraun und mit einem erhabenen hell weißlichen bis braunen (im Alter dunkelbraunen) Netz fast bis zur Basis bedeckt. Die Röhren sind jung weißlich, später über cremegelblich nach grüngelb verfärbend. Die Poren entsprechen in der Farbe den Röhren, sie sind klein und rundlich. Das Fleisch ist weiß, auch unter der Huthaut, schmeckt mild und hat keinen besonderen Geruch.

## Ökologie
Wie alle Dickröhrlinge ist der Sommer-Steinpilz ein Mykorrhizapilz, der in Mitteleuropa ausschließlich mit Laubbäumen, vor allem Buchen und Eichen zusammenlebt. Er kommt in Buchen-, Buchen-Tannen- und Eichen-Hainbuchenwäldern vor, kann aber auch in parkähnlichen Biotopen gefunden werden. Die Art stellt keine besonderen Ansprüche an den pH-Wert des Bodens, sie wird auf basischen, neutralen und sauren Böden gefunden, die frisch bis mäßig trocken und lehmig sind, seltener kommt sie auf sandigen Böden vor. Die Fruchtkörper erscheinen bereits sehr früh im Jahr (ab Mai, Juni), können aber in wärmeren Gegenden bis in den Oktober hinein gefunden werden.

## Verbreitung
Der Sommer-Steinpilz ist eine europäische Art, soll aber auch in Australien gefunden worden sein. Nördlich kommt er bis Mittelschweden und Mittelfinnland vor, östlich wurde er bis Katowice in Polen gefunden.

## Artabgrenzung

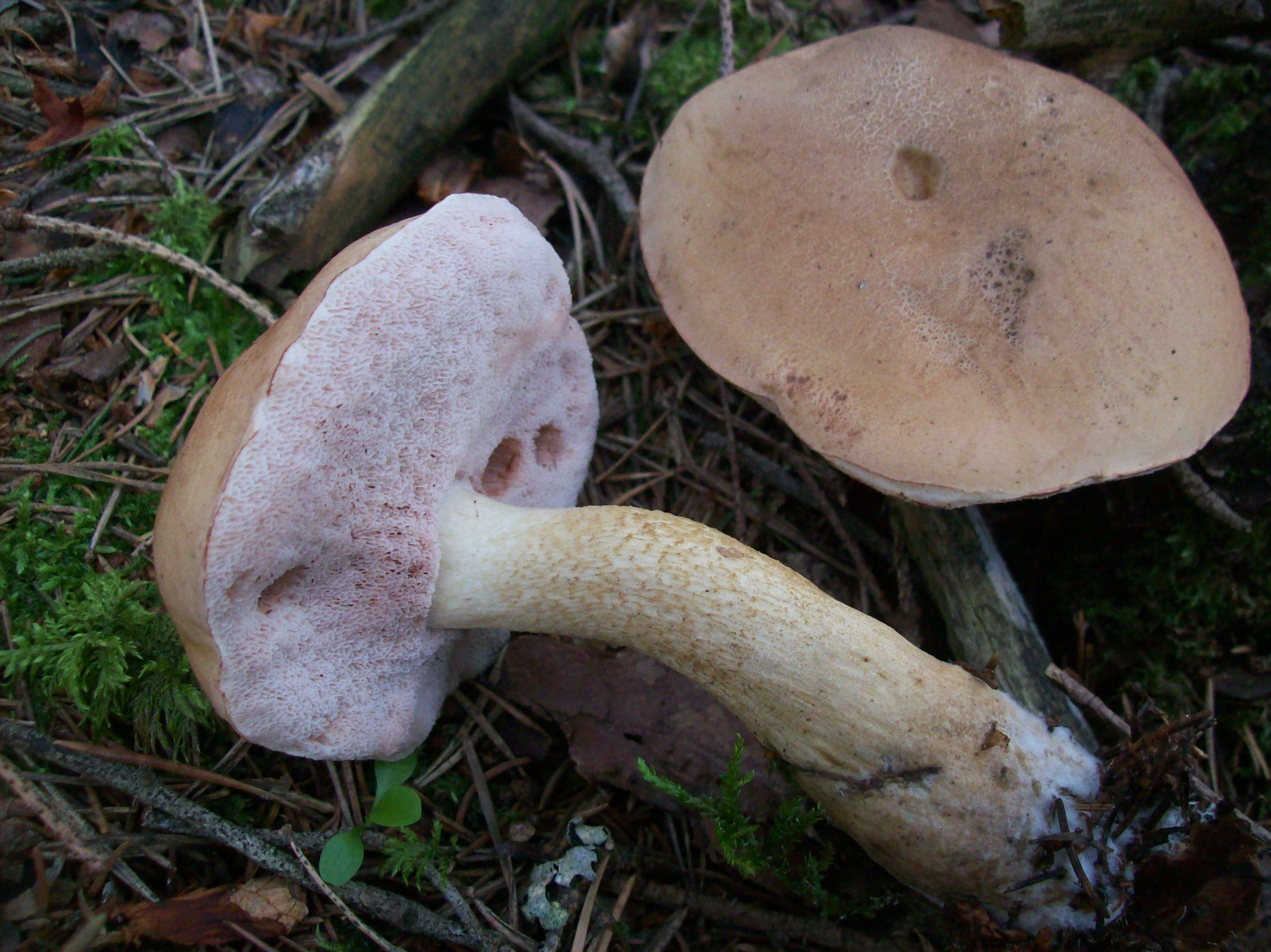
Gallen-Röhrling mit hervorquellendem Röhrenfutter und weiten, rosa getönten Poren.

Der Sommer-Steinpilz kann mit anderen Röhrlingen verwechselt werden.
Der Gemeine Steinpilz (Boletus edulis) kann sehr ähnlich aussehen. Er hat einen speckig glänzenden, meist dunkleren Hut, oft mit hellem Rand und eine undeutlichere, auch im Alter hellere Netzzeichnung auf dem Stiel, die nicht bis zur Stielbasis hinunter reicht.
Besonders ältere Exemplare mit dunklem Stielnetz können mit dem durch seine Bitterkeit ungenießbaren Gallen-Röhrling (Tylopilus felleus) verwechselt werden. Dieser hat im Alter weitere Poren, die sich durch das Sporenpulver rosa und nie gelblich verfärben und unter dem Hut hervor quellen. Der Gallen-Röhrling ist außerdem meist nicht ganz so dickfleischig.
Der seltene Schwarzhütige Steinpilz (Boletus aereus) wächst an ähnlichen Standorten, hat aber einen dunkler schwarzbraunen Hut und ein undeutlicheres Stielnetz.

## Bedeutung
Der Sommer-Steinpilz ist ein beliebter Speisepilz. Wie alle Angehörigen der Gattung Boletus steht er in Deutschland unter Naturschutz und darf nur in kleinen Mengen für den eigenen Bedarf gesammelt werden.

## Namensherkunft
Für den Sommer-Steinpilz werden zwei Namen verwendet: Der oben genannte Boletus aestivalis und Boletus reticulatus. Das Epitheton aestivalis deutet auf die Wachstumszeit des Fruchtkörpers im Sommer hin, der Artname reticulatus nimmt auf die Netzzeichnung des Stiels Bezug.